# Syringodium filiforme
Syringodium filiforme är en enhjärtbladig växtart som beskrevs av Friedrich Traugott Kützing. Syringodium filiforme ingår i släktet Syringodium och familjen Cymodoceaceae. IUCN kategoriserar arten globalt som livskraftig. Inga underarter finns listade.